# Gobernador Gregores
Gobernador Gregores est une localité argentine située en Patagonie, chef-lieu du département de Río Chico, dans la province de Santa Cruz. Son ancien nom est Cañadón León, et on trouve aussi mention de Cañadón del Puma. Elle est construite sur la rive gauche du río Chico, principal affluent du río Santa Cruz.

## Histoire
Son nom fut donné en hommage au gouverneur du territoire national de Santa Cruz entre 1932 et 1945, Juan Manuel Gregores (es).
La ville est située sur un gué du río Chico à l'abri des vents froids grâce à son emplacement. Elle a été une auberge du peuple Aonikenk jusqu'au début du XXe siècle, puis elle a commencé à être peuplée par des personnes d'origine européenne et s'est alors appelée Cañadón León.
Facón Grande (es), l'un des leaders de la seconde grève des ouvriers ruraux qui couvrit la quasi-totalité du territoire de Santa Cruz à la fin de 1921, communément appelée la Patagonia Rebelde, se distinguera dans la région. On dit que Facón Grande a laissé quelques chariots avec de la laine (connus dans la région sous le nom de chatas) abandonnés à Cañadón León, qui deviendra plus tard Gobernador Gregores.

## Tourisme
C'est une base pour accéder au parc national Perito Moreno, situé dans le même département. Le parc national est en effet distant de 220 km de Gobernador Gregores (qui se trouve à la jonction de la route provinciale 25 et de la route nationale 40). Depuis la ville jusqu'au parc, il y a 124 km sur la RN 40 et 96 km sur la RP 37.

## Démographie
La ville comptait 2 519 habitants en 2001 selon l'Indec, en hausse de 36,38 % par rapport à 1991. En 2001, sur les 2 926 habitants du département, la seule ville de Gobernador Gregores en comptait 2 519, ce qui n'en laissait que 407 pour le reste du département. En 2010, la localité compte 4 497 habitants.

## Religion
| Diocèse  | Río Gallegos             |
| -------- | ------------------------ |
| Paroisse | Nuestra Señora de Fátima |